# Carol al XIV-lea Ioan al Suediei
Carol al XIV-lea Ioan, francez prin naștere, pe numele său adevărat Jean-Baptiste Bernadotte (n. 26 ianuarie 1763, Pau, Aquitaine, Franța – d. 8 martie 1844, Stockholms kommun, Comitatul Stockholm, Suedia) a fost rege al Suediei și Norvegiei, prinț suveran de Pontecorvo, general și Mareșal al Primului Imperiu Francez. Este fondatorul actualei dinastii ce se află pe tronul Suediei.
Înrolat în 1780, promovează rapid sub comanda generalului Kléber, în armata Rinului, devenind general de brigadă pe 29 iunie 1794 și general de divizie pe 23 octombrie, același an. Participă la campania din Italia din 1797, sub ordinele generalului Napoleon Bonaparte. Din februarie până în aprilie 1798 este ambasador al Franței la Viena și ministru de război din 3 iulie până în 14 septembrie 1799. Refractar la început, se raliază în cele din urmă lui Bonaparte, după lovitura de stat din 9 noiembrie 1799. Se căsătorește cu Desirée Clary, sora soției lui Joseph Bonaparte și în același timp fostă logodnică a lui Napoleon Bonaparte, fapt ce îl aduce în grațiile Primului Consul. Desirée și Carol vor avea un singur copil, Oscar I al Suediei.

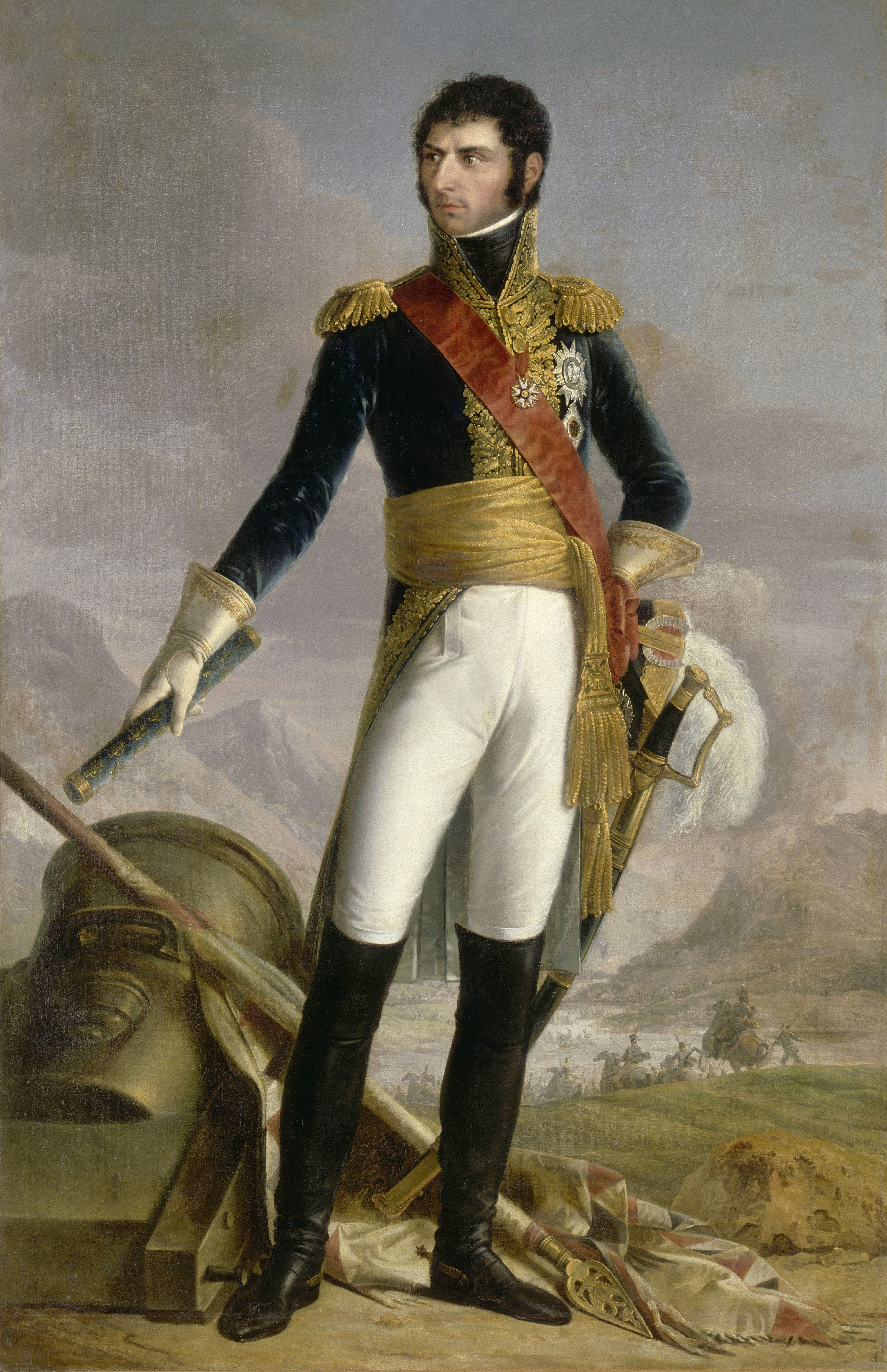
"Jean Baptiste Bernadotte, Prinț de Ponte-Corvo, rege al Suediei, mareșal al Franței" (1818). Pictură de Joseph Nicolas Jouy, după François-Joseph Kinson.

Aflat la conducerea Armatei de Vest, Bernadotte cade victimă unei conspirații menite să îl compromită, dar beneficiază de susținerea unor politicieni influenți, fapt ce îi salvează cariera. În 1804 devine Mareșal al Franței, alături de alți 13 generali, pe prima listă; în 1806, Împăratul îi oferă și titlul de prinț de Pontecorvo. Cu toate acestea, Bernadotte nu strălucește defel pe câmpul de bătălie, ci, dimpotrivă, înșiruie o serie de greșeli grave: este singurul mareșal prezent care nu se remarcă la Bătălia de la Austerlitz; rămâne inactiv la Auerstaedt, lăsându-l pe Davout să se bată singur; sosește abia după sfârșitul bătăliei de la Eylau iar la Wagram își conduce catastrofal trupele, abandonând în plus și poziția strategică de la Aderklaa. În urma acestor fapte, este demis chiar în timpul bătăliei; cu toate acestea, primește comanda armatei din Țările de Jos, având misiunea simplă de a preveni debarcarea britanicilor. În 1810, în urma morții fără succesor a regelui Suediei, Bernadotte este ales rege al Suediei, de către Statele Generale de la Oerebo, cu acordul lui Napoleon. Cu toate acestea, proaspătul suveran suedez nu intervine împotriva Rusiei în 1812 iar din 1813 alege să lupte împotriva țării sale de origine, în campania din Saxa. Câștigă două victorii, împotriva lui Oudinot la Gross Beeren și împotriva lui Ney la Dennewitz. Are apoi o contribuție semnificativă la înfrângerea lui Napoleon la Leipzig dar apoi refuză să intre cu armata sa în Franța. Deși se pare că ar fi dorit acest lucru, nu reușește să îi succeadă lui Napoleon pe tronul Franței, dar anexează Norvegia, în urma unui război cu Danemarca. 
Bernadotte este unul din puținii mareșali ai Primului Imperiu Francez al căror nume nu este purtat astăzi de nici un bulevard sau stradă din Paris. În exil pe insula Sfânta Elena, Napoleon a regretat faptul că a i-a dat ocazia lui Bernadotte să „ofere inamicilor noștri cheia politicii noastre, a tacticii armatelor noastre”. Se pare că, la moartea sa, survenită în 1844, s-a descoperit că Bernadotte avea tatuate pe piept cuvintele: „Moarte regilor!”. Descendentul său, Carol XVI Gustav ocupă tronul Suediei și în zilele noastre.